# Sanżar Dosżanow
Sanżar Dosżanow (kaz. Санжар Досжанов; ur. 26 października 1999) – kazachski zapaśnik walczący w stylu wolnym. Zajął 21. miejsce na mistrzostwach świata w 2023 roku. 
Złoty medalista mistrzostw Azji w 2023 roku.